# Rembert Hüser

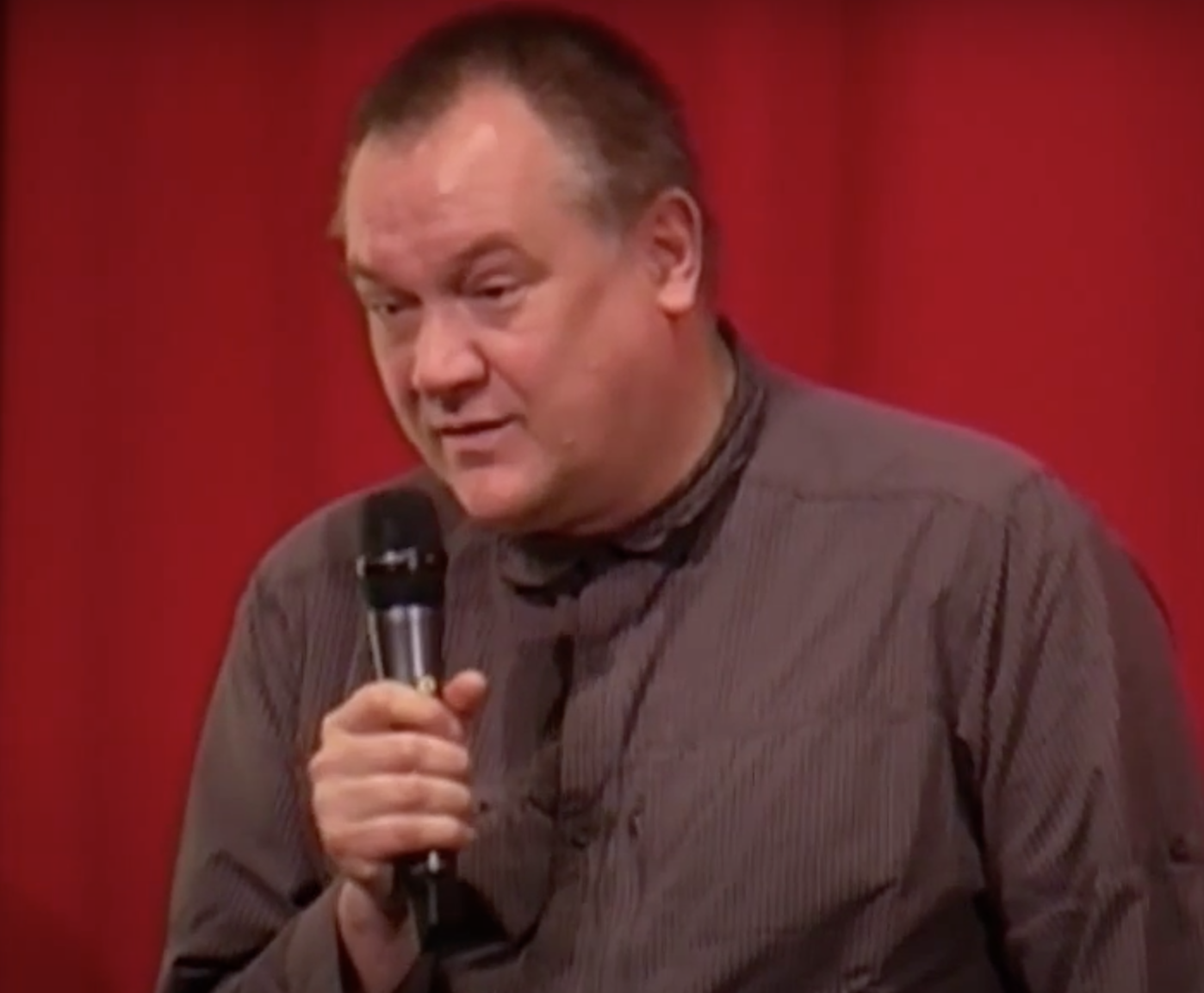
Rembert Hüser (2014)

Rembert Hüser (* 1961 in Münster) ist ein deutscher Germanist, Literatur-, Medien- und Filmwissenschaftler.

## Leben
Hüser studierte ab 1980 an der Universität Münster, der Universität Bielefeld und der Cornell University Germanistik, Medienwissenschaft, Geschichte und Soziologie. Sein Studium (u. a bei Hans-Ulrich Wehler und Reinhart Koselleck) schloss er 1986 in Bielefeld mit dem Ersten Staatsexamen ab. 1992 wurde er in Bielefeld bei Karl-Heinz Bohrer und Jürgen Fohrmann mit einer Dissertation zur Rhetorik der Kritik mit dem Titel Kommissar Lohmann (benannt nach der Filmfigur von Fritz Lang) promoviert. Die Arbeit war 2001 bei Suhrkamp angekündigt, ist jedoch nur als Mikrofiche veröffentlicht. Nach verschiedenen Stationen in Bonn, Krakau, Frankfurt/Oder, Köln, Siegen, Braunschweig, Konstanz und Witten/Herdecke war er bis 2013 Associate Professor an der University of Minnesota. Seit 2014 hat er eine Professur für Medienwissenschaft an der Johann Wolfgang Goethe-Universität Frankfurt inne. Hüser ist Mitglied des FC Schalke 04.

## Werk
Hüser schrieb filmwissenschaftliche Aufsätze und Essays über Fritz Lang, Werner Herzog, Harun Farocki, Alexander Kluge, Herbert Achternbusch, Samuel Beckett, Jean-Luc Godard, Steven Spielberg und Darstellungen der Shoah im Kino, Mauricio Kagels Film Ludwig Van, die Tatort-Reihe und das Genre der Titelsequenz. Weitere Aufsätze beschäftigen sich mit akademischen Erscheinungen der Geisteswissenschaften, darunter Graduiertenkollegs und Kolloquien, Tagungsberichte, die Verwendung von Kafka-Porträts auf Websites US-amerikanischer Germanistik-Departments, Bewerbungsverfahren sowie die Gattung der Einführung in die Dekonstruktion.
Für Robert Bramkamps Film Prüfstand 7 (2001), der auf Thomas Pynchons Roman Die Enden der Parabel basiert, führte Hüser im Jahr 2000 Interviews mit Überlebenden des KZ Dora-Mittelbau. Er schrieb unter anderem für die Zeitschriften KultuRRevolution, Merkur, Spex und Texte zur Kunst sowie für die Zeitungen taz und Jungle World.
Hüser veröffentlichte ab 1988 kritische Artikel über den Literaturchef und späteren Herausgeber der FAZ, Frank Schirrmacher. 1996 erschien im Spiegel ein Artikel über dessen 1988 bei Hans Ulrich Gumbrecht erfolgte Promotion, der für eine breite Diskussion über Schirrmachers Glaubwürdigkeit sorgte. Laut Michael Angele stammt der ohne Autorennamen gedruckte Artikel mit der Überschrift Überflieger im Abwind von Jan Fleischhauer und basiert auf einem Dossier, das Hüser dem Spiegel geschickt hatte. Der Schriftsteller Eckhard Henscheid verarbeitete Details in seiner Schlüsselerzählung 10:9 für Stroh (1998).

## Veröffentlichungen

### Bücher
- Geht doch (Hg. von Hanna Engelmeier und Ekkehard Knörer), Berlin: Verbrecher Verlag 2021, ISBN  978-3-9573-2382-8.[6]
- mit Friedrich Balke: Reisen mit Kafka, Berlin: August Verlag 2014
- mit Margit Frölich (Hg.): Geld und Kino, Arnoldshainer Filmgespräche 27. Marburg: Schüren 2011
- mit Alexander Böhnke und Georg Stanitzek (Hg.) Das Buch zum Vorspann, Berlin: Vorwerk 8, 2006
- mit Dirk Baecker und Georg Stanitzek: Gelegenheit. Diebe. 3x Deutsche Motive, Bielefeld: Haux, 1991

### Aufsätze und Essays (Auswahl)
- „Dreitagebart (II).“ In: Merkur. Deutsche Zeitschrift für europäisches Denken, 819, August 2017, 44–58.
- „Dreitagebart (I).“ In: Merkur. Deutsche Zeitschrift für europäisches Denken, 818, Juli 2017, 38–51.
- „Adorno in Dosen.“ In: Merkur, 768, Mai 2013, 412–428.
- „Looking Good With Kafka.“ In: The Meaning of Culture: German Studies in the 21st Century. Hg. v. Martin Kagel und Laura Tate Kagel. Wehrhahn 2009, 225–254.
- „Vorsingen in Amerika.“ In: Kafkas Institutionen. Hg. v. Arne Höcker und Oliver Simons, Bielefeld: Transcript 2007, 157–185.
- „Etiketten aufkleben.“ In: Das Populäre der Gesellschaft: Systemtheorie und Populärkultur. Hg. v. Christian Huck und Carsten Zorn. Wiesbaden: VS Verlag für Sozialwissenschaften 2007, 239–260. Link
- „Dossier: Für alle: Der Stifter-Einfluss bei Rainald Goetz.“ In: Jungle World 4 (19. Januar 2000), 17–20.
- „Frauenforschung.“ In: Systemtheorie der Literatur. Hg. v. Jürgen Fohrmann und Harro Müller. München: Fink, 1996, 238–275.
- „Hilfreich und gut: Sieben Thesen zur wissenschaftlichen Qualifikation“ (mit Holger Dainat et al.). In: Mitteilungen des Deutschen Germanistenverbandes 2 (Juni 1996): 24–32.
- „Stoff geben.“ In: Mitteilungen des Deutschen Germanistenverbandes 4 (1996), 31–45, Archivierte Version.
- „Fremdwort Bier.“ In: Zeitschrift für deutsche Philologie: Vom Umgang mit der Schoah in der deutschen Nachkriegsliteratur, 114 (1995): 129–157.
- „Gesetz, der Fall.“ In: Am Ende der Literaturtheorie? Neun Beiträge zur Einführung und Diskussion. Hg. v. Torsten Hitz und Angela Stock. Münster: Lit, 1995, 59–97.
- „Der Schulmeister, der Gymnasiast.“ In: kultuRRevolution 19 (November 1988), 52–64.
  - Gekürzte Version: „Deutschland überall: Der Reich-Ranicki-Nachfolger Frank Schirrmacher.“ In: taz (13. Januar 1989), 15.

### Interview
- Uwe Ebbinghaus: „Der Professor als Zeremonienmeister“, FAZ, 25. April 2020, Online